# Просвећени апсолутизам
Просвећени апсолутизам или деспотизам је израз којим се у најширем смислу описује владавина апсолутног или аутократског монарха, односно деспота који владарска овлаштења користи како би постигао благостање и напредак својих поданика, по правилу мотивисан настојањем да се досегне неки узвишени и апстрактни идеал. У ужем смислу се тај израз користи за апсолутистичке монархије у Европи 18. века чији су владари, у већој или мањој мери, прихватили идеје просветитељства, најчешће темељене на рационализму, те су настојали да их примене у пракси кроз низ реформи којима је, у већој или мањој мери, увођена слобода вероисповести, слобода изражавања, право власништва, слободна трговина и сл. У том смислу су такви владари били „просвећени”, али с друге стране, нису прихваћали никакве реформе политичког система у смеру демократије односно смањивања њихових владарских овлашћења, сматрајући да је управо њихов „апсолутизам” оно што омогућава такве реформе, односно да једино владарски ауторитет може сломити конзервативне и „ирационалне” отпоре модерним идејама.
Просвећени апсолутизам је био идеал, односно систем који су подржавали и многи просветитељски мислиоци као што је Волтер, док су каснији просветитељи у њему видели клицу тираније те као алтернативу предлагали идеје конституционализма и републиканства које ће свој идеал наћи у грађанским револуцијама. Након њих је у свету остало врло мало држава које су по свом устројству апсолутне монархије, а самим тиме и мало прилика да се неки владар назове „просвећеним деспотом”.
Веровања просвећених апсолутиста о краљевској моћи била су обично слична веровању редовних деспота, јер су обоје веровали да им је суђено да владају. Просвећени владари су можда одиграли улогу у укидању кметства у Европи. Просвећени деспотизам цара Јосифа II из Светог римског царства резимиран је као „Све за народ, ништа од народа“.

## Историја
Просвећени апсолутизам је тема есеја Фридриха Великог, који је владао Пруском од 1740. до 1786. године, бранећи овај систем власти. Када је истакнути француски просветитељски филозоф Волтер пао у немилост у Француској, жељно је прихватио Фредериков позив да живи у његовој палати. Веровао је да је просвећена монархија једини прави начин да друштво напредује. Фредерик је био ентузијаста француских идеја. Фредерик је објаснио: „Моје главно занимање је да се борим против незнања и предрасуда... да просветлим умове, култивишем морал и да учиним људе срећним онолико колико то одговара људској природи и колико ми то дозвољавају средства која су ми на располагању.“
Разлика између апсолутисте и просвећеног апсолутисте заснива се на широкој анализи степена до којег су они прихватили доба просветитељства. Историчари расправљају о стварној примени просвећеног апсолутизма. Они праве разлику између „просветљења“ владара лично од оног његовог режима. На пример, Фридрих Велики је у младости био подучаван идејама француског просветитељства и одржавао је те идеје у свом приватном животу као одрасла особа, али на много начина није могао или није хтео да спроведе просвећене реформе у пракси.
Концепт просвећеног апсолутизма формално је описао немачки историчар Вилхелм Рошер 1847. године и остаје контроверзан међу научницима.
Централизована контрола захтевала је централизоване систематске информације о нацији. Велико реновирање је било прикупљање, употреба и интерпретација нумеричких и статистичких података, у распону од трговинске статистике, извештаја о жетви, обавештења о смрти до пописа становништва. Почевши од 1760-их, званичници у Француској и Немачкој почели су све више да се ослањају на квантитативне податке за систематско планирање, посебно у вези са дугорочним економским растом. То је комбиновано је утилитарну агенду „просвећеног апсолутизма“ са новим идејама које су се развијале у економији. У Немачкој и Француској, тренд је био посебно јак у камерализму и физиократији.

## Водеће нације
Одговори влада на доба просветитељства су се веома разликовали. У неколико нација са моћним владарима, које су историчари називали „просвећеним деспотима“, вође просветитељства су дочекане на двору и помогли су у осмишљавању закона и програма за реформу система, обично за изградњу јачих националних држава. У Француској је влада била непријатељска, а филозофи су се борили против њене цензуре. Британска влада је углавном игнорисала вође просветитељства.
Руска царица Катарина II је спонзорисала руско просветитељство. Она је уградила многе идеје филозофа просветитељства, посебно Монтескјеа, у свој Наказ, који је имао за циљ да ревидира руски закон. Међутим, позивање чувеног француског филозофа Дениса Дидроа на њен двор није било успешно.
Карло III, краљ Шпаније од 1759. до 1788. године, покушао је да спасе своје царство од пропадања путем далекосежних реформи као што су слабљење цркве и њених манастира, промовисање науке и универзитетских истраживања, олакшавање трговине и трговине, модернизација пољопривреде и избегавање ратова. Централизација власти у Мадриду наљутила је локално племство и довела у питање традиционалну аутономију градова, те је отпор стално растао. Сходно томе, Шпанија је поново имала релапс након његове смрти.
Цар Јосиф II, владар Аустрије 1780–1790, био је претерано одушевљен, најављујући толико реформи које су имале тако малу подршку да су избиле побуне, а његов режим је постао комедија грешака.
У неким земљама иницијатива није потекла од владара, већ од високих званичника као што је маркиз од Помбала, који је био португалски државни секретар Жозефа I. Током кратког периода у Данској Јохан Фриедрих Струенсе је покушао да влада у смислу принципа просветитељства. Након што је за 13 месеци издао 1.069 декрета који су покривали многе велике реформе, његови непријатељи су га збацили са власти, а он је погубљен и расчеречен.

## Associated rulers
- Images of enlightened absolutist monarchs
- Катарина Велика
- Карлос III од Шпаније
- Кристијан VII Дански
- Фердинанд I од Две Сицилије
- Фридрих Велики
- Густаф III Шведски
- Жозе I Португалски
- Јозеф II Хабзбуршки
- Наполеон I Бонапарта

- Петар Велики (1682–1725)
- Катарина Велика (1762–1796)[20]
- Карлос III од Шпаније (1759–1788)[21]
- Фридрих Велики (1740–1786)[22]
- Наполеон I Бонапарта као први конзул Француске Републике (1799-1804) и као цар Првог француског царства (1804-1814).
- Фредерик VI Дански (1808–1839)[23]
- Густаф III Шведски (1771–1792)[23]
- Јозеф II Хабзбуршки (1765–1790)[21]
- Жозе I Португалски (преко свог министра, маркиза од Помбала) (1750–1777)
- Леополд II, цар Светог римског царства (1765–1790)[21]
- Марија Каролина Аустријска, краљица Напуља[24] и Сицилије (1768–1814)

## Друге културе

### Кина
Сјуеџи Гуо супротставља конфучијански идеал „хуманог владара“ (ренџун) са идеалом кинеских легалиста, за које каже да су „намеравали да створе истински 'просветљеног владара' (мингџун) који је у стању да ефикасно влада масама и контролише своју бирократију"; овај владар би био „вешт манипулатор и успешан политичар који користи средства или 'технику' у постизању самозаштите и политичке контроле”. Гуо цитира Бенџамина И. Шварца како описује карактеристике „истински легалистичког просвећеног владара:
Он мора бити све само не самовољни деспот ако се под деспотом мисли на тиранина који следи све своје пориве, хирове и страсти. Када су системи који одржавају целу структуру постављени, он не сме да омета њихов рад. Он може да користи цео систем као средство за постизање својих националних и међународних амбиција, али да то учини не сме да поремети његово безлично функционисање. Он у сваком тренутку мора бити у стању да одржи гвоздени зид између свог приватног живота и јавне улоге. Конкубине, пријатељи, ласкавци и харизматични свеци не смеју имати никаквог утицаја на ток политике и никада не сме да релаксирати сумљање у мотиве оних који га окружују.